# Bloody Mallory
Pour plus de détails, voir Fiche technique et Distribution.
Bloody Mallory est un film français réalisé par Julien Magnat, sorti le 17 juillet 2002.

## Synopsis
Mallory (Olivia Bonamy) dirige un commando d'élite au service du gouvernement français. Chargée de combattre goules, vampires et autres  créatures démoniaques, l'escouade comprend :
- une drag queen experte en explosifs - Vena Cava[1] (Jeff Ribier) ;
- une mutante préadolescente muette[2] et télépathe, capable de s'emparer de l'esprit d'un être vivant - Talking Tina[3] (Thylda Barès) ;
- un agent gouvernemental - Durand (Thierry Perkins-Lyautey).

Tous les quatre sont envoyés en mission pour protéger un couvent de religieuses contre des goules. Après les avoir vaincues et exterminé leur progéniture, ils sont attaqués par des personnages masqués invulnérables aux balles. À l'issue du combat, Durand meurt et Talking Tina tombe dans le coma.
À plus de 600 kilomètres de là, les mystérieux assaillants capturent le nouveau pape (Laurent Spielvogel). Pour le délivrer et sauver le monde de l'apocalypse, l'un de ses gardes du corps, le père Carras (Adrià Collado), rejoint l'équipe de Mallory. Ils lutteront contre les deux derniers membres d'une secte démoniaque dirigée par l'ange exterminateur Abaddon : une femme-vampire décapitée sous la Révolution française et un succube.

## Fiche technique
- Titre : Bloody Mallory
- Réalisation : Julien Magnat
- Scénario : Stéphane Kazandjian et Julien Magnat
- Production : Olivier Delbosc, Éric Jehelmann, Marc Missonnier et Franck Ribière
- Musique : Kenji Kawai
- Photographie : Sophie Cadet, Nicolas Duchêne et Richard Mercier
- Montage : Jean-Denis Buré
- Décors : Grégoire Lemoine
- Costumes : Antoine Saffray
- Pays d'origine :  France,  Espagne
- Format : couleurs - 1,85:1 - Dolby Digital - 35 mm
- Genre : action, comédie horrifique, fantastique
- Durée : 94 minutes
- Date de sortie[4] :
  -  France : 17 juillet 2002
- Film interdit aux moins de 12 ans lors de sa sortie en France

## Distribution
- Olivia Bonamy : Mallory
- Adrià Collado : le père Carras
- Jeffrey Ribier : Vena Cava
- Laurent Spielvogel : le pape/Abaddon
- Valentina Vargas : Lady Valentine
- Julien Boisselier : l'époux démoniaque de Mallory
- Thylda Barès : Talking Tina
- Ludovic Berthillot : le molosse
- Thierry Perkins-Lyautey : l'inspecteur Durand
- Sophie Tellier : Morphine
- María Jurado : l'infirmière
- Dominique Frot : la prisonnière nue
- Olivier Hémon : le chef de brigade
- Philippe Visconti : le garde du corps
- Justine Pouvreau : la jeune religieuse

## Autour du film
- C'est un mélange de film d'horreur, de film d'action et de comédie, dont le style rappelle la série télévisée américaine  Buffy contre les vampires. Les héros combattent l'ange déchu Abaddon.
- Une partie du scénario se déroule dans un village d'Eure-et-Loir.
- Le titre joue sur la paronymie entre le prénom de l'héroïne principale (Mallory) et celui de la reine d'Angleterre Marie Ire, surnommée après sa mort Bloody Mary (Marie la Sanglante) à cause des persécutions religieuses nombreuses et cruelles qui entachèrent son règne au milieu du XVIe siècle.
- L'apparence de Mallory, avec ses cheveux rouges et son costume moulant, rappelle le film allemand Cours, Lola, cours ! (1998).
- Le livre Necronomicon est utilisé par Mallory pour manipuler le fantôme de son ancien mari, qu'elle a tué à coup de hache après qu'il s'est révélé un démon. Il s'agit d'une référence à Howard Phillips Lovecraft. Le portrait de Lovecraft apparaît d'ailleurs brièvement lorsque Lady Valentine évoque les anciens adorateurs d'Abaddon.
- La drag queen porte le nom de Vena Cava[1]. C'est le titre d'un album de la diva gothique Diamanda Galàs, qu'on entend dans son interprétation des Litanies de Satan de Baudelaire. Des passages de ce morceau sont utilisés lors de certaines apparitions du personnage de Morphine, notamment dans la séquence où elle prend l'aspect de Mallory. Contrairement à ce qu'on peut croire, les cris sont extraits du morceau musical et non émis par l'actrice Olivia Bonamy.
- Le thème musical a été composé par le Japonais Kenji Kawaï, plus connu par son travail pour des films tels Avalon ou Ghost in the Shell, tous deux de Mamoru Oshii.
- Le religieux qui rejoint l'équipe de Mallory s'appelle Carras. C'est le nom du jeune prêtre qui découvre la fillette possédée dans L'Exorciste. Du reste, le film est cité par Vena Cava.

## Réception critique
L'année de sa sortie, Le Temps parle d'un film d'horreur à mourir d'ennui. Télérama mentionne quant à elle le manque de moyen ainsi qu'un scénario qui se perd et le classera parmi les pires films dont elle a fait la critique.
En 2023, Radio France rappelle que Bloody Mallory fait partie des cinq films produits par Bee Movies, qui furent tous des échecs critiques et commerciaux.